# East Side Gallery

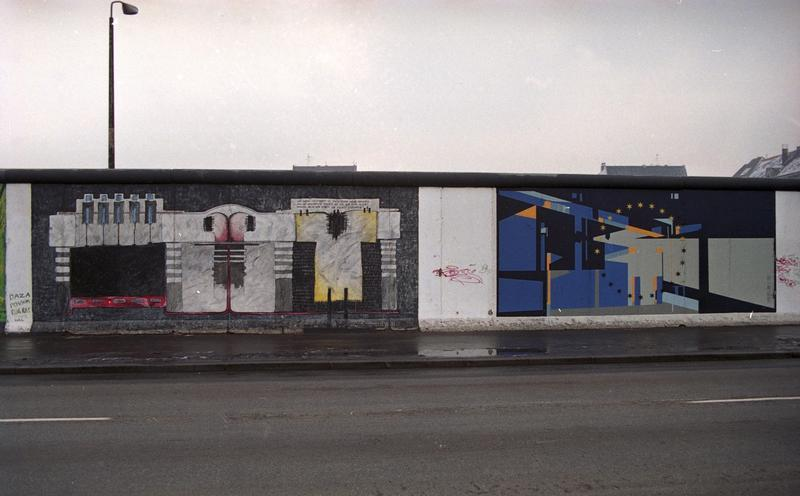
Rechts, het beeld van Bodo Sperling

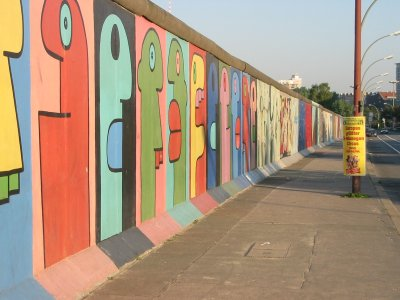
East Side Gallery

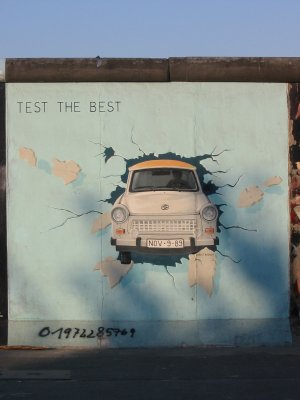
Een beschildering in de East Side Gallery

De East Side Gallery is een stuk van de Berlijnse Muur dat na die Wende vanaf december 1989 door 118 kunstenaars werd beschilderd. In november 1989 was de Duitse kunstenaar Bodo Sperling als woordvoerder van het bestuur van het Bundesverband Bildende Künstler (Bondsvereniging Beeldende Kunstenaars) in het kader van de besprekingen over het samengaan van de Duitse kunstverenigingen BBK en VBK in Berlijn naast Barbara Greul Aschanta, Jörg Kubitzky en David Monti mede-initiatiefnemer van de East Side Gallery.

Het stuk ligt tussen Berlin Ostbahnhof en de Oberbaumbrücke in Friedrichshain-Kreuzberg en parallel aan de rivier de Spree. De beschilderingen zijn meestal aangebracht met graffiti, en gaan over politieke zaken na die Wende.
Dit deel van de Berlijnse Muur is het bekendste en langste deel (1316 meter). Het is ook de langste openlucht-galerie ter wereld.

## Bekladding
In aanloop naar de wedstrijd tussen Feyenoord en Union Berlin in de Conference League werd in de nacht van 3 november 2021 een deel van de Gallery beklad met een Feyenoord logo van 18 x 2 meter. Er werden naar aanleiding hiervan 2 mannen gearresteerd.
Kort na de bekladding werd het logo met grijs overspoten en de tekst 'Ultras Union' aangebracht.